# Wilhelm von Brandenstein
Wilhelm von Brandenstein (* 22. August 1819 in Berlin; † 9. August 1894 in Naumburg) war ein deutscher Richter und Parlamentarier.

## Leben
Seine Eltern waren der preußische Generalleutnant Friedrich von Brandenstein (1786–1857) und dessen Ehefrau Julie geb. von Zychlinski (1798–1871).
Brandenstein studierte an der Friedrich-Wilhelms-Universität Berlin Rechtswissenschaften. 1838 wurde er im Corps Marchia Berlin recipiert. Nach dem Studium schlug er die Richterlaufbahn ein. 1846 war er Obergerichtsassessor, 1850 Kreisrichter (ab 1853: Kreisgerichtsrat) am Kreisgericht Glogau und ab 1856 Appellationsgerichtsrat beim Appellationsgericht Frankfurt a. d. Oder. Im Dezember 1866 wurde er zum Vizepräsidenten des Appellationsgericht Naumburg befördert und 1876 mit dem Titel eines Geheimen Oberjustizrates geehrt. 1879 wurde er Präsident des Oberlandesgerichts Naumburg mit dem Titel Exzellenz. Von 1891 bis zu seinem Tod 1894 gehörte Brandenstein dem Preußischen Herrenhaus an. Er war Ehrenmitglied des Corps Marchia Berlin. Verheiratet war er seit dem 8. Oktober 1848 mit Thekla von Stoesser (1821–1874), einer Tochter des Generalleutnants Eduard von Stoesser.